# Stephan Reinke
Stephan Reinke  (* 1975 in Itzehoe) ist ein deutscher Kirchenmusiker und Musikwissenschaftler.

## Leben
Stephan Reinke studierte Kirchenmusik an der Hochschule für Musik und Theater Hamburg sowie Erziehungswissenschaften und Musikwissenschaft an den Universitäten  Hamburg und Paderborn. Er schloss sein Studium mit der Promotion ab. Er ist seit 2011 als Kantor für Popularmusik in der Region Itzehoe tätig. Er lehrt als Dozent an der Musikhochschule Lübeck und an der Evangelischen Pop-Akademie Witten. Er ist zudem Vorsitzender im Musikausschuss der Liturgischen Konferenz und Mitglied der Arbeitsgemeinschaft für ökumenisches Liedgut.

## Veröffentlichungen

### Schriften
- Musik im Kasualgottesdienst. Funktion und Bedeutung am Beispiel von Trauung und Bestattung. Vandenhoeck & Ruprecht, Göttingen 2010.

### Als Herausgeber
- mit Klaus Danzeglocke, Andreas Heye, Harald Schroeter-Wittke (Hrsg. i. A. der Liturgischen Konferenz): Singen im Gottesdienst. Ergebnisse und Deutungen einer empirischen Untersuchung in evangelischen Gemeinden. Gütersloh 2011, ISBN 978-3-579-05962-4.
- Elementarbaukasten Singleitung. Strube-Verlag, München 2011.
- Musik ist die beste Gottesgabe. Liturgische Konferenz, Hannover 2011.
- Johann Crüger. Liturgische Konferenz, Hannover 2012.
- Werkbuch Musik im Gottesdienst. Gütersloher Verlagshaus, Gütersloh 2014.
- Musikgeschichten der Bibel. Deutsche Bibelgesellschaft, Stuttgart 2015.

### Tondokumente
- …auf weiten Raum. Musik in der St.-Michaelis-Kirche Itzehoe-Wellenkamp. CD, 2004.